# Brandon Silent
Brandon Silent (22 de janeiro de 1973) é um ex-futebolista profissional sul-africano que atuava como meia.

## Carreira
Brandon Silent se profissionalizou no Orlando Pirates.

## Seleção
Brandon Silent integrou a Seleção Sul-Africana de Futebol na Copa das Nações Africanas de 1998, vice-campeã.

## Títulos
África do Sul
- Copa das Nações Africanas: Vice - 1998